# Ehrenbürg

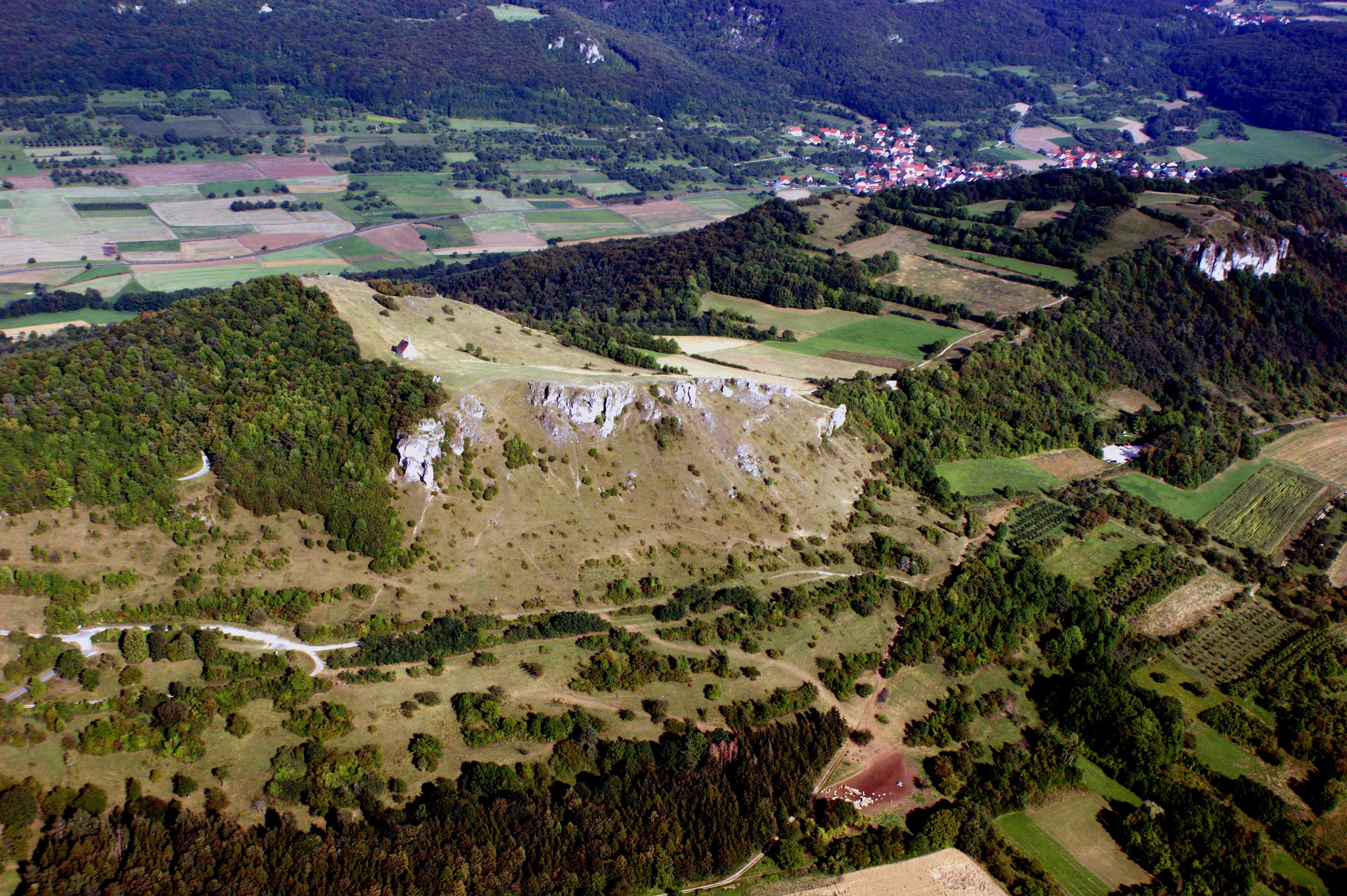
Ehrenbürg mit dem Walberla (links bis Mitte) und dem Rodenstein (rechts) sowie Ortschaft Leutenbach (hinten)

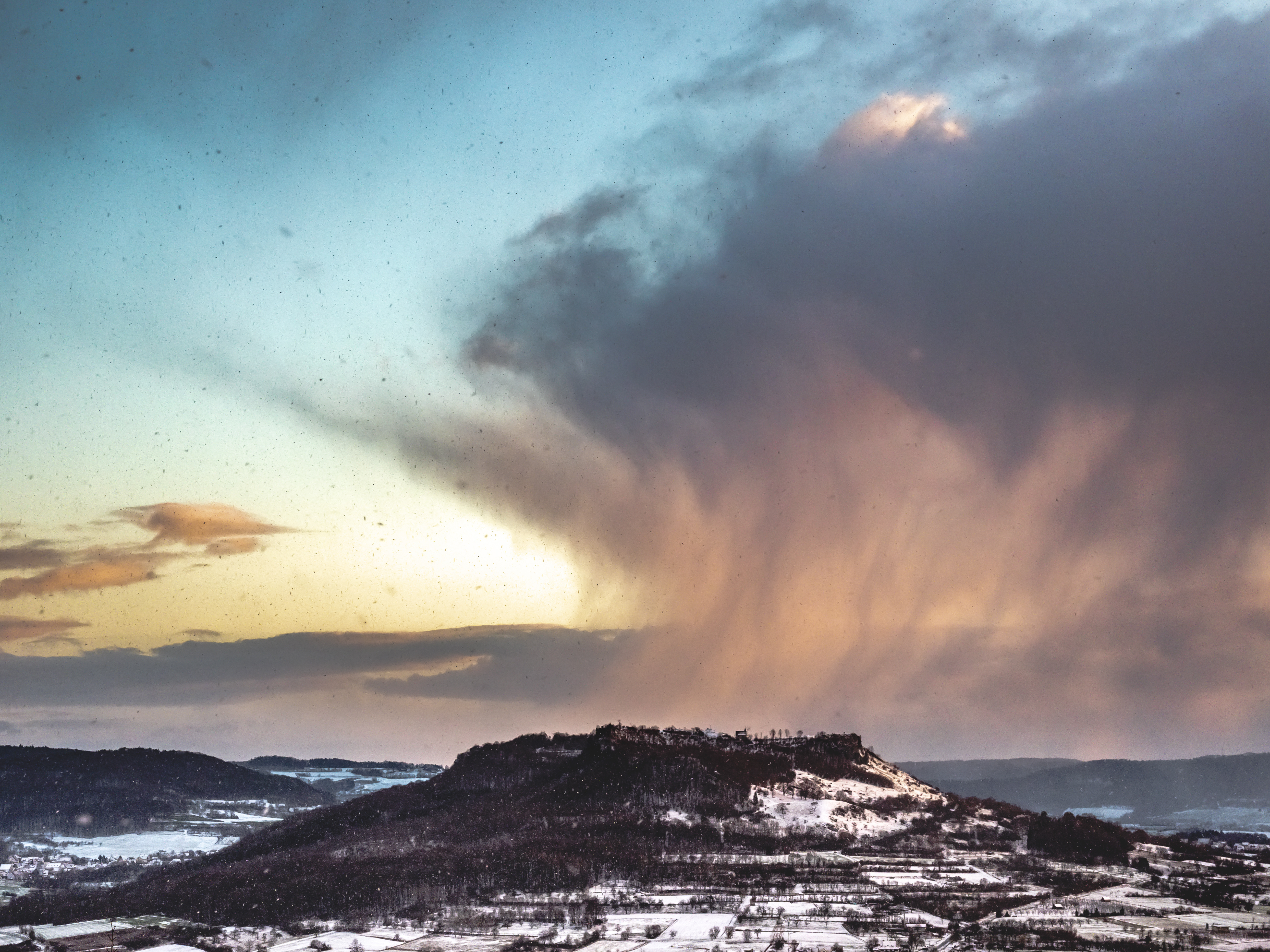
Schneeschauer am Walberla

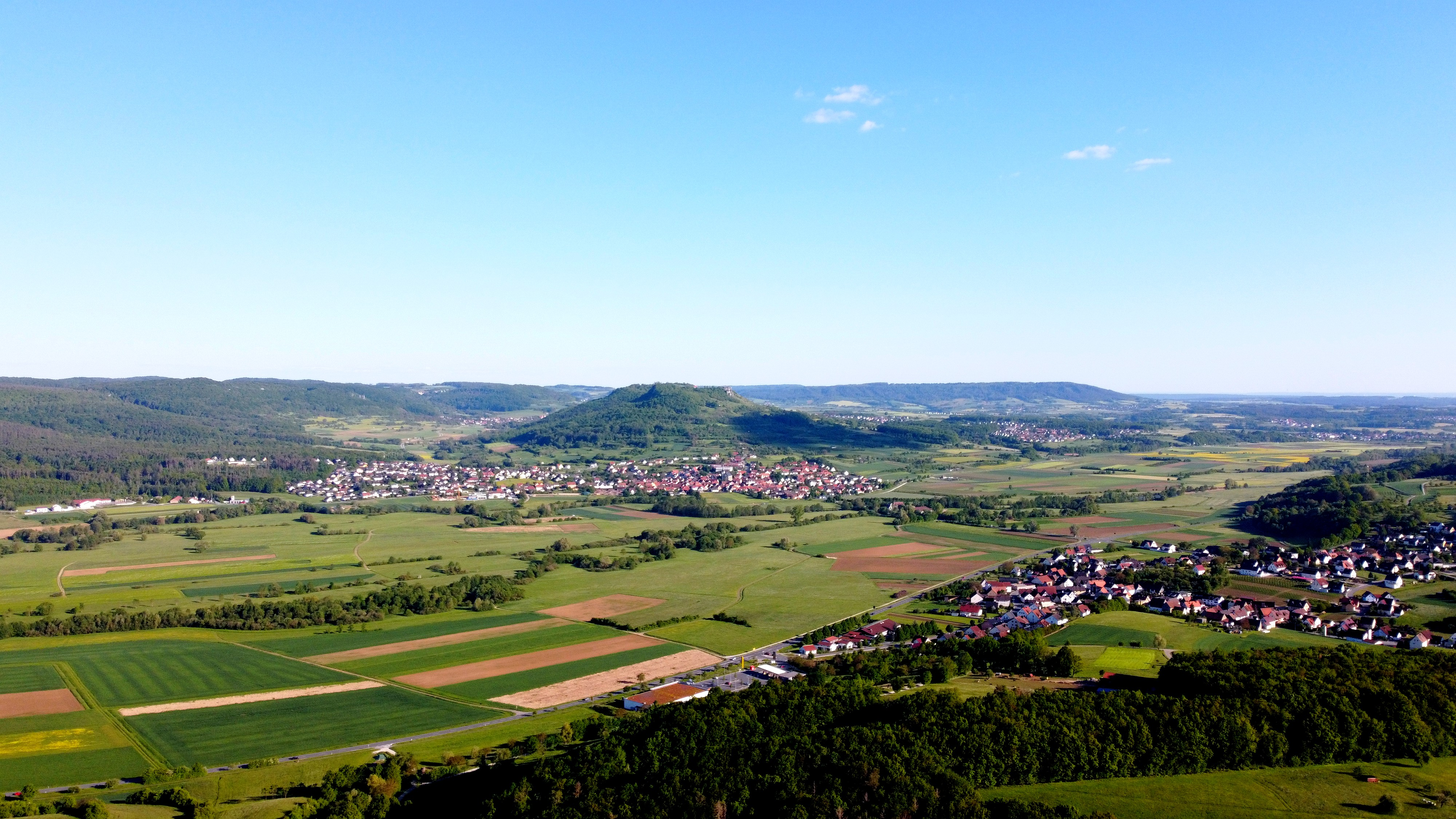
Luftbild der Ehrenbürg und des Wiesenttales (Mai 2021)

Die Ehrenbürg ist ein 531,9 m ü. NHN hoher Zeugenberg im Vorland der Fränkischen Alb. Mit seiner Doppelkuppe liegt er in den Gemeindegebieten von Kirchehrenbach, Leutenbach und Wiesenthau im oberfränkischen Landkreis Forchheim (Bayern). Die Nordkuppe ist das 513,9 m hohe Walberla (im Volksmund oft für die gesamte Ehrenbürg verwendeter Name), die Südkuppe der 531,9 m hohe Rodenstein (früher Bodenstein genannt). Vom Berg reicht der Blick zum Beispiel ins Wiesenttal. Auf dem Walberla steht die Walburgis-Kapelle. In der Folklore der Region gilt das Walberla neben dem Kreuzberg und dem Staffelberg als einer der drei Heiligen Berge der Franken.

## Namensherkunft
Landläufig wird der gesamte Berg Walberla genannt. Dieser Name wurde 1768 zum ersten Mal in Erlangen urkundlich in Zusammenhang mit den dortigen Studenten („aufs Walberla gehen“) erwähnt. Der Name Walberla leitet sich wahrscheinlich von der heiligen Walburga ab. Für die Ehrenbürg lässt sich durch Funde die Nutzung als Siedlung der Kelten und viel später als eine christlich geweihte Stätte nachweisen. Die Walburgis-Kapelle ist namensgebend für den Berg.
Für die Herkunft des Namens Ehrenbürg liegen verschiedene Deutungsversuche vor. Menhofer leitet den Namen vom lateinischen arca (Schutz) und der Endsilbe bürg (Burg oder Schutzanlage) ab. Damit ergibt sich die Bedeutung des Wortes Ehrenbürg als schützender Raum oder die Burg, die Zuflucht gewährt.

## Geographische Lage
Die Ehrenbürg erhebt sich im Vorland der Fränkischen Schweiz, dem Nordteil der Fränkischen Alb, die zum Süddeutschen Schichtstufenland gehört. Sie ist Teil des Naturparks Fränkische Schweiz-Veldensteiner Forst.
Der Gipfel der Ehrenbürg liegt 1,5 km südsüdöstlich von Kirchehrenbach, 1,7 km nordwestlich von Leutenbach und 1,4 km ostnordöstlich von Wiesenthau. Südlich des Bergs befinden sich das zu Leutenbach gehörende Dietzhof und das zu Wiesenthau zählende Schlaifhausen. Westlich liegt Reuth, ein östlicher Stadtteil von Forchheim.
Die Kuppen der Ehrenbürg, Walberla im Norden und Rodenstein im Süden, sind 750 m voneinander entfernt. Der Ehrenbach fließt östlich am Berg vorbei und mündet in Kirchehrenbach in den Wiesent-Mühlbach, einen Seitenarm der den Berg westlich passierenden Wiesent.

## Geologie

### Überblick
Die Ehrenbürg ist ein Zeugenberg, der durch den Ehrenbach von der Hochfläche der Fränkischen Alb abgetrennt wurde. Der etwa 1500 Meter lange und 300 Meter breite Berg ragt bis zu 250 Meter hoch über das Wiesenttal. Er lässt sich grob in drei unterschiedliche Bereiche gliedern: im Süden den Rodenstein mit seinem Gipfel (532 m) und dem Schlaifhausener Kopf (512 m), in der Mitte einen weiträumigen Sattel und im Norden das Walberla mit dem Denkmalfels (514 m) und dem Geierswandkopf (523 m).
Zu Beginn des Juras vor etwa 200 Millionen Jahren dehnte sich ein Meer über fast ganz Süddeutschland aus. Im Unterjura (Schwarzer Jura) lag das Gebiet zunächst noch am Rand des Meeres. Flüsse transportierten vom Festland Sande in das Meeresbecken und die Küste verlagerte sich dadurch weiter nach Südosten. Dort im stilleren Wasser kam es dabei zur Ablagerung von vorwiegend dunklen Tonen und Mergeln.
Im Mittleren Jura (Brauner Jura) gelangte zeitweilig wieder etwas gröberes Material von den Flüssen in das Meer. Dabei entstanden braune und eisenreiche Sandsteine, die von Tonen überlagert wurden.
60 Millionen Jahre lang setzten sich am Grund dieses Flachmeeres Sedimente ab, die die Gesteine des Frankenjuras bilden. Durch Erosion bildete sich der Zeugenberg.
Auf dem Weg von Kirchehrenbach hinauf zur Ehrenbürg durchquert man auf 250 Höhenmetern die Schichtfolgen des oberen Keupers, des Schwarzen und des Braunen Juras bis in den Weißen Jura. Im Tal befindet sich der Rhätsandstein, der früher als Baumaterial sehr beliebt war. Nahe Schlaifhausen befindet sich eine nur etwa 20 cm dicke Kalksandsteinbank, die fast vollständig aus Ammonitengehäusen (Dactylioceras athleticum) besteht. Durch Verwitterung wurde das kalkhaltige Gestein teilweise weggelöst, während die Schalen der Ammoniten herauspräpariert wurden. Die Bank wurde durch Fossiliensucher in den letzten Jahrzehnten weitgehend abgebaut.

### Felsen
Die Landschaft der gesamten Fränkischen Alb wird von markanten Felsgebilden geprägt. Die Felsen am Walberla gehörten zu einem Riffgürtel, der vom Nördlinger Ries bis in den Raum von Bayreuth reichte. Rund um die Ehrenbürg ragen bastionsartig bizarre Felswände aus Dolomit auf. Wie bei vielen Felsen der Fränkischen Alb handelt es sich um die Überreste von Schwammriffen. Diese sind besonders beständig gegen Verwitterung und standfest; sie bilden Felswände und Kuppen. Sie schützen die darunterlagernden weicheren Gesteine vor Erosion. Die Riffgesteine bauen auch die beiden Gipfelkuppen der Ehrenbürg auf. In der dazwischenliegenden Senke gibt es gebankte Kalke, die stärker abgetragen wurden als der Riffdolomit. Infolge der ungleichmäßigen Verwitterung bildete sich ein Sporn. An senkrechten Klüften wurde der Dolomit abgetragen, so dass einzelne Felstürme wie die „Steinerne Frau“ oder der „Zwillingsfelsen“ frei am Hang stehen. Ohne eine stützende Verbindung zum benachbarten Gestein öffnet sich die Kluft dann immer weiter und der Felsen neigt sich allmählich talwärts. Letztendlich wird er wohl umstürzen und Blockschutt am Hangfuß bilden.
Der Ehrenbürgfelsen ist vom Bayerischen Landesamt für Umwelt als Geotop ausgewiesen.

### Steinerne Frau am Walberla
Die „Steinerne Frau“ ist eine markante Felsformation am Westhang des Walberlas. Die Verwitterung wirkt dort am harten Dolomit bevorzugt an senkrechten Klüften. Mit der Zeit vergrößerten sich die Risse so weit, dass einzelne Felstürme entstanden. Der Felsturm ist im unteren Teil noch nicht vollständig von der Wand abgetrennt.
Der Felsen wurde vom Bayerischen Landesamt für Umwelt (LfU) als geowissenschaftlich bedeutendes Geotop (Geotop-Nummer: 474R036) ausgewiesen und als eines von Bayerns schönsten Geotopen ausgezeichnet.

### Wiesenthauer Nadel
Etwa 100 Meter südlich der „Steinernen Frau“ befindet sich der Felsturm „Wiesenthauer Nadel“. Dieser Fels ist vollständig vom benachbarten Gestein getrennt und neigt sich bereits zum Tal.

### Zwillingsfelsen
Am Ostrand des Walberlas befindet sich der „Zwillingsfelsen“. Auch dieser Fels ist bereits vollständig vom benachbarten Gestein getrennt und wird wohl umstürzen. Er ist als Geotop ausgewiesen.

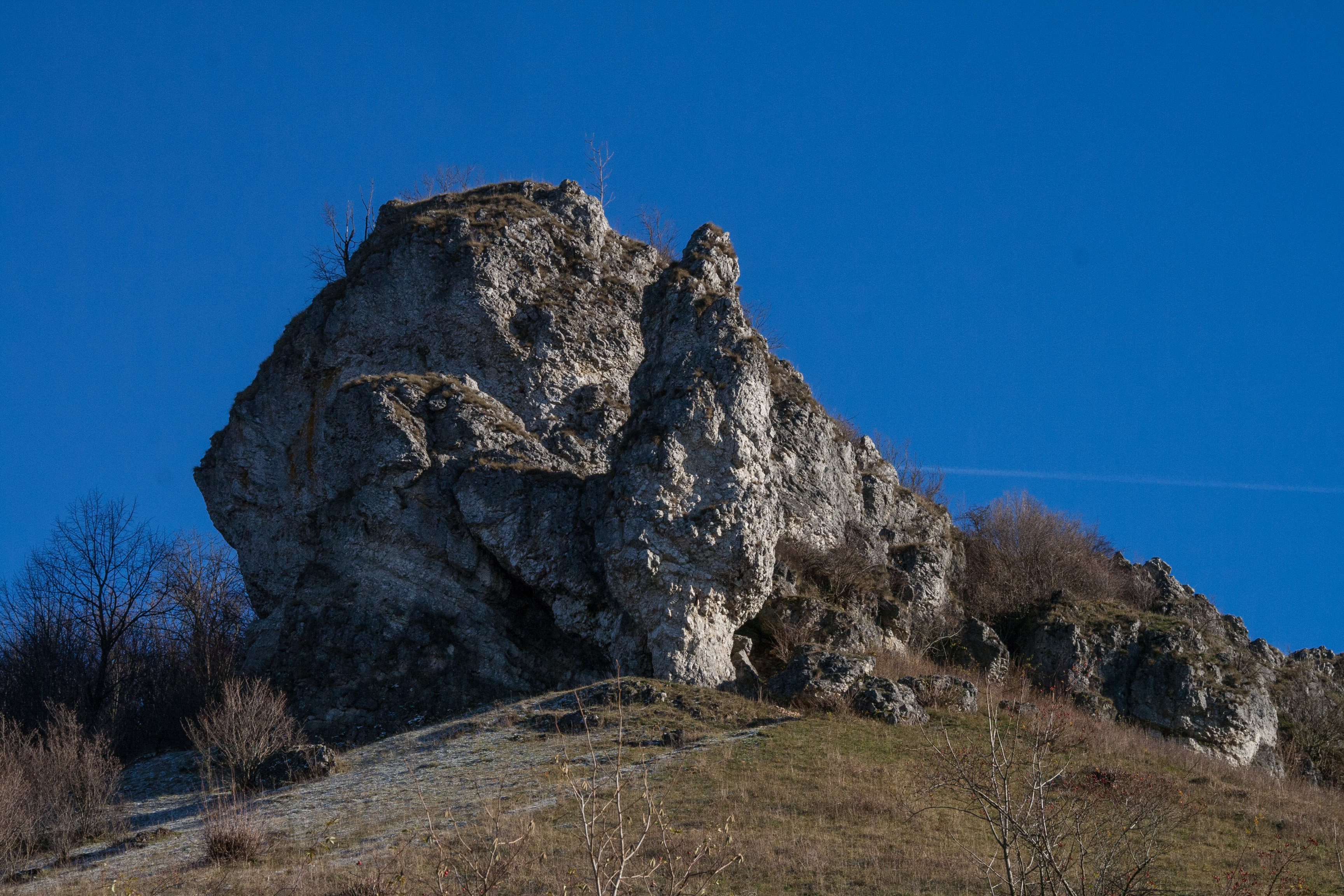
Die Steinerne Frau
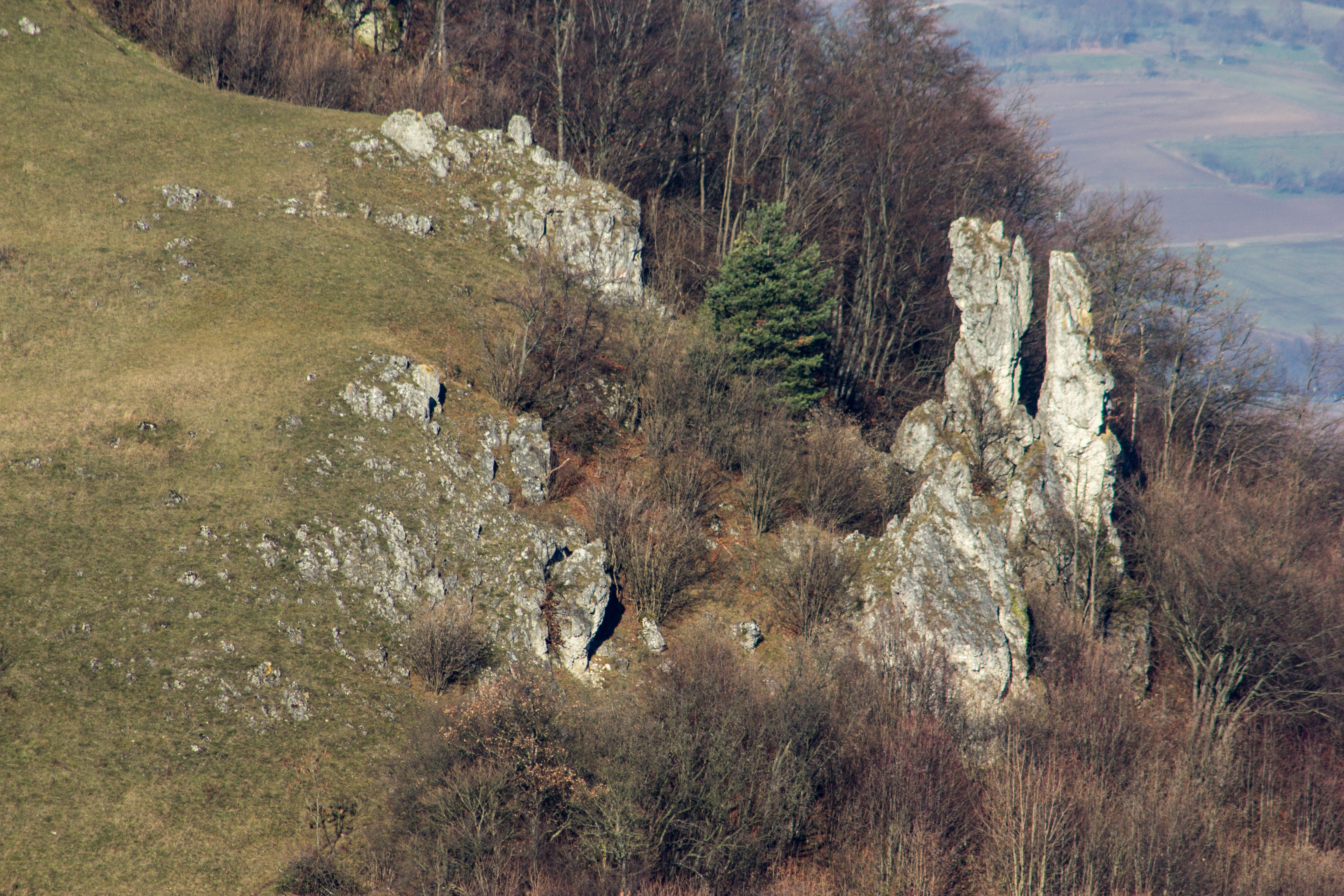
Zwillingsfelsen
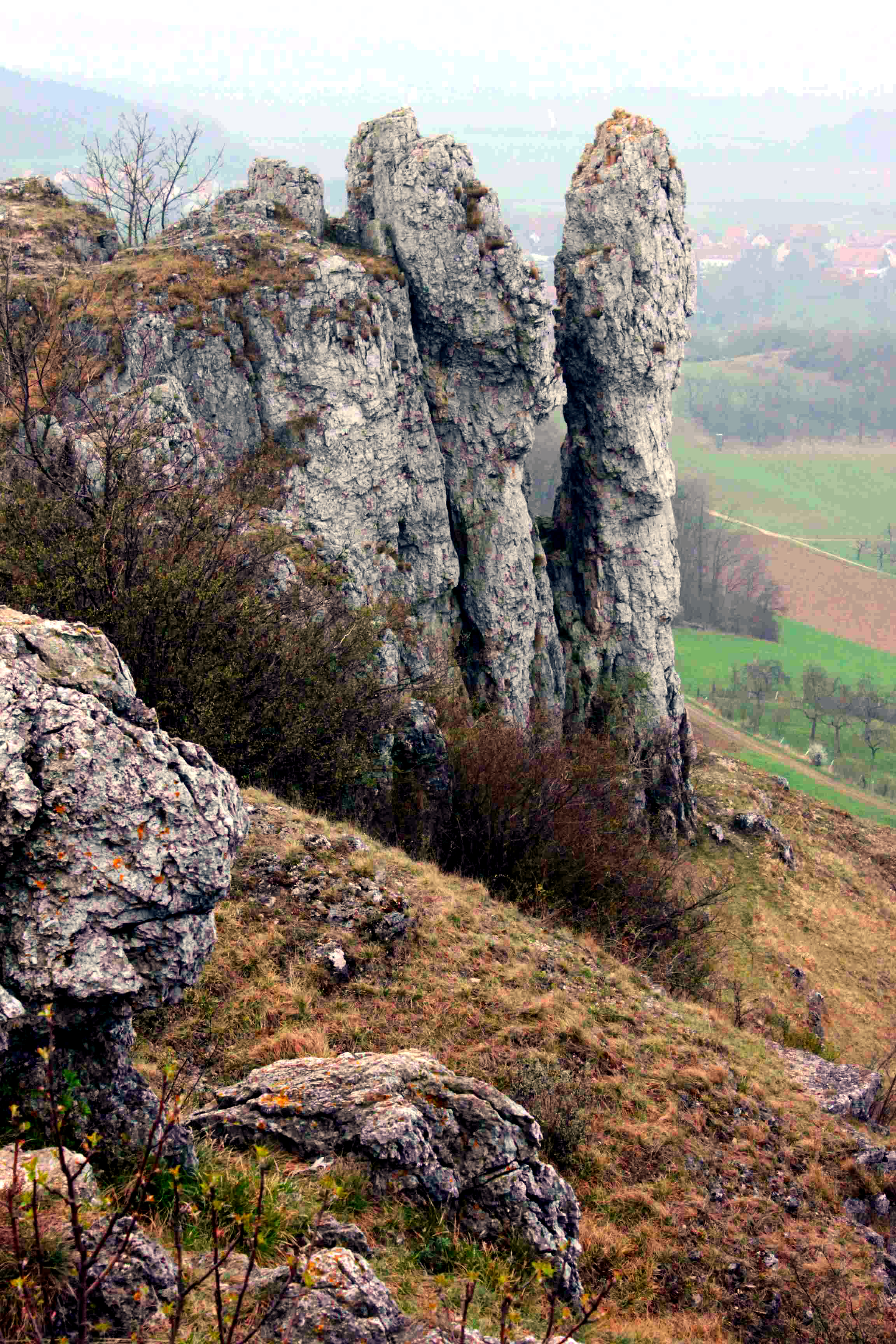
Wiesenthauer Nadel

### Höhlen
An den umliegenden Felsen befinden sich auch einige kleinere Karsthöhlen (in Klammern die Katasternummern des Höhlenkataster Fränkische Alb):
- Ehrenbürghöhle oder Schlangenloch, Hohlloch und Walberlahöhle (D 47)
- Einsiedlerhöhle (D 283)

Siehe auch: Liste von Höhlen in der Fränkischen Alb

## Schutzgebiete

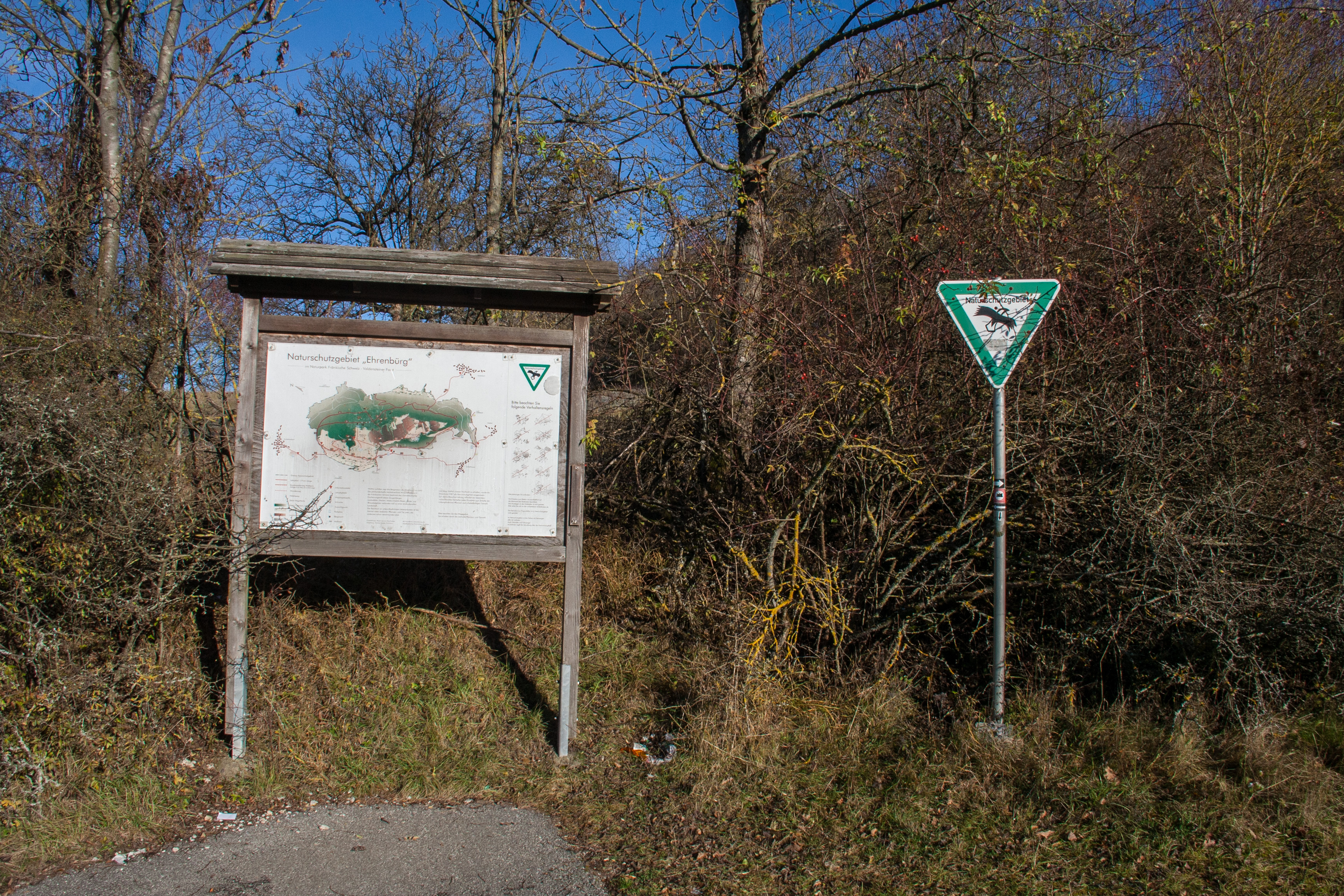
Naturschutzgebiet Ehrenbürg, Infotafel

Wegen ihres Trockenrasens und seltener Pflanzen, insbesondere Orchideen, sind die Hochlagen der Ehrenbürg seit 1987 als 155 ha großes Naturschutzgebiet Ehrenbürg (NSG400.051) ausgewiesen; es ist in Nord-Süd-Richtung maximal etwa 2,3 km lang und in West-Ost-Richtung rund 1000 m breit. Auf dem Berg liegen Bereiche vom Westteil des 2001 gegründeten und 1021,64 km² großen Landschaftsschutzgebiets Fränkische Schweiz-Veldensteiner Forst (CDDA-Nr. 396107). Die Ehrenbürg erhebt sich im Westen des zweiteiligen Fauna-Flora-Habitat-Gebiets Ehrenbürg und Katzenköpfe (FFH-Nr. 6233-372; 9,0567 km²), das ebenso groß wie der dortige Bereich des vielteiligen Vogelschutzgebiets Felsen- und Hangwälder in der Fränkischen Schweiz (VSG-Nr. 6233-471) ist.
Das Areal der Ehrenbürg ist als Bodendenkmal ausgewiesen.

## Walburgis-Kapelle
Auf dem Walberla steht die katholische Sankt-Walburgis-Kapelle, die für den Berg namensgebend ist. Sie wurde im 17. Jahrhundert erbaut und ist der Heiligen Walburga geweiht. Eine vermutlich zunächst aus Holz gebaute Kapelle wurde um 1350 erstmals erwähnt. Die heutige Kapelle wurde durch die Herren von Wiesenthau 1697 errichtet. Veränderungen wurden zuletzt 1901 (Ausstattung) durchgeführt. Die Kapelle ist eines der Baudenkmäler von Kirchehrenbach. Am 1. Mai 2000 wurde im Rahmen eines ökumenischen Gottesdienstes eine Bronzestatue der Heiligen Walburga vor der Kapelle geweiht.

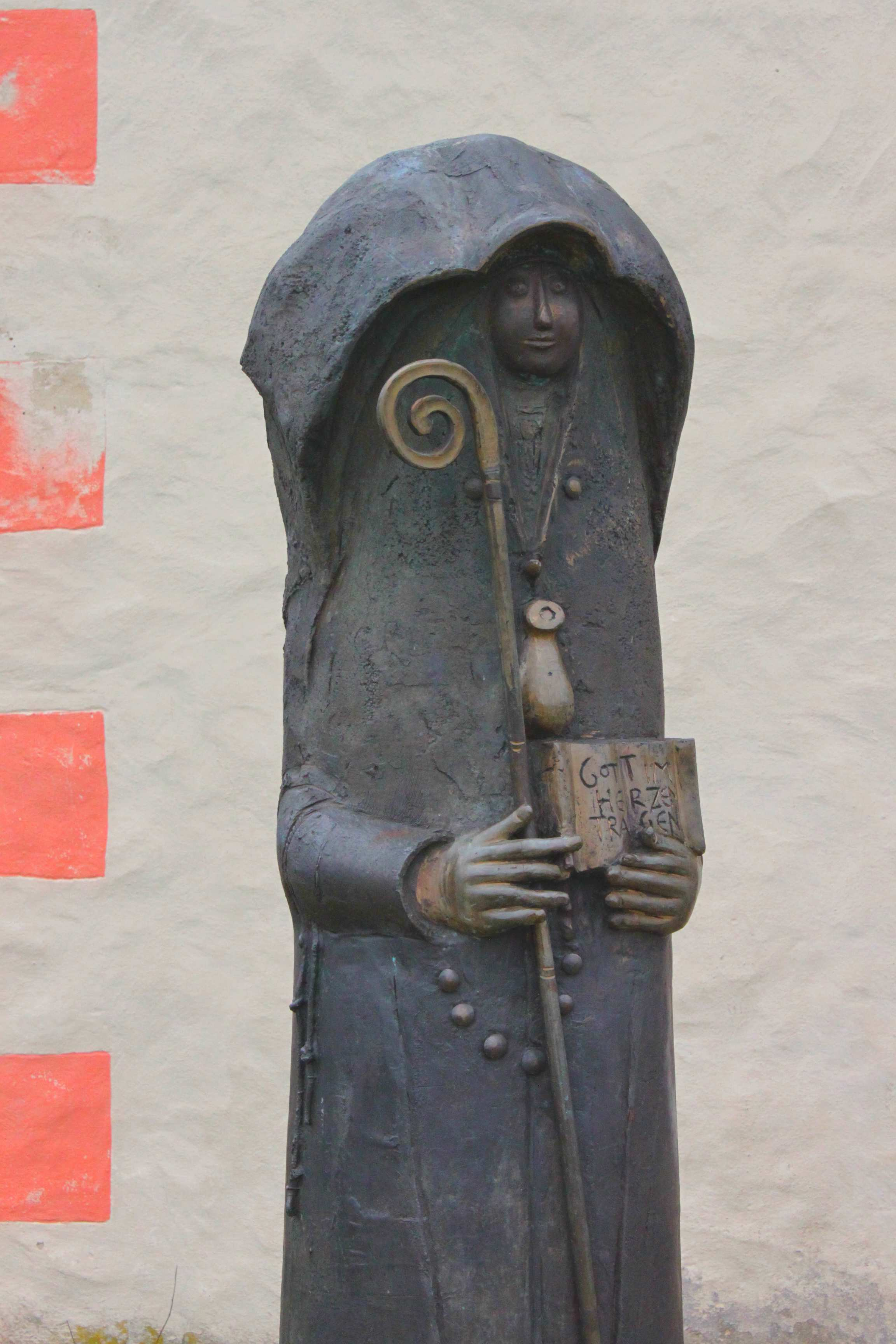
Bronzefigur Heilige Walburga
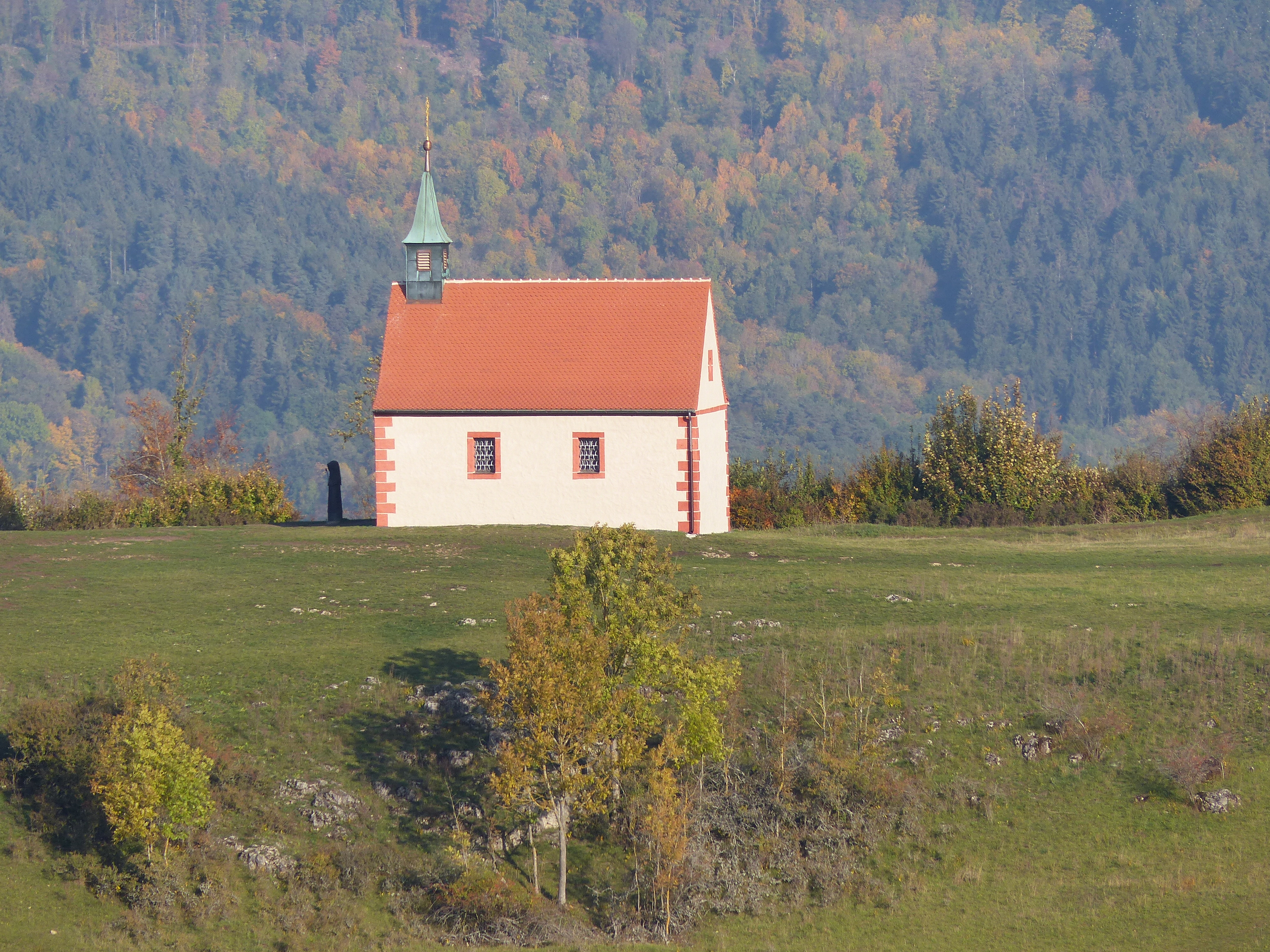
Walburgiskapelle, Ansicht von Westen
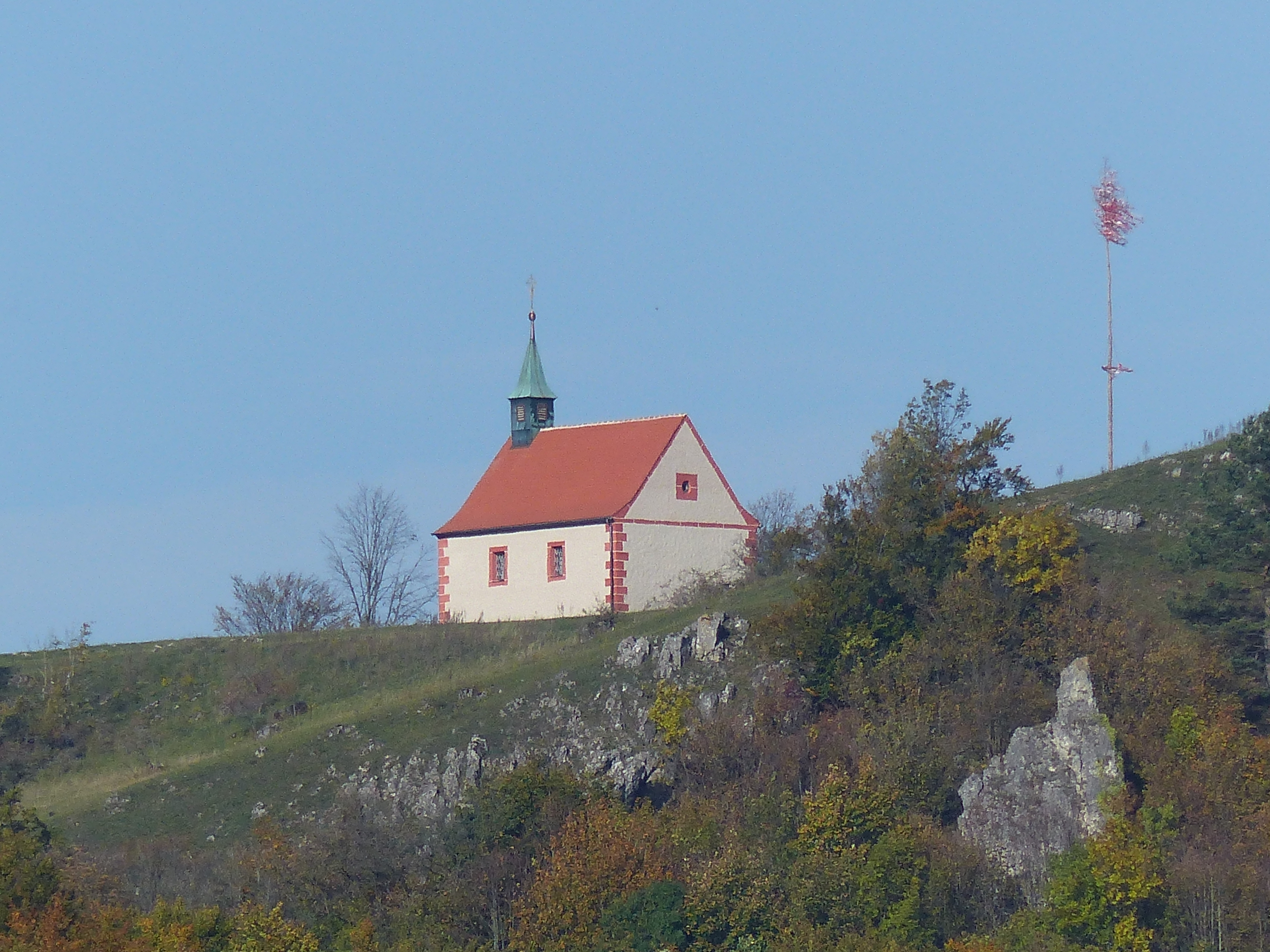
Walburgiskapelle, Ansicht von Norden

## Nutzung

### Prähistorische Besiedlung
Das gesamte Gipfelareal der Ehrenbürg ist als Bodendenkmal ausgewiesen. Die Funde reichen vom Mesolithikum (9500 bis 5500 v. Chr.) und der nachfolgenden Jungsteinzeit (Linearbandkeramik, Michelberger Kultur und Schnurkeramik) mit Unterbrechungen bis in die Völkerwanderungszeit (ca. 350–550 n. Chr.). Es sind mindestens drei Perioden nachgewiesen, in denen die Ehrenbürg befestigt war.
In der Spätbronzezeit während des 13. vorchristlichen Jahrhunderts wurde der Berg zum ersten Mal nachweislich befestigt. Neben dem westlichen Satteleinschnitt, der heutigen Hauptzufahrt, wurde eine zweischalige Steinmauer (1. Befestigung) nachgewiesen. Diese Mauer wurde von einem langsamen Schwelbrand zerstört. Am Ende der Urnenfelderzeit im 9. Jahrhundert v. Chr. wurde auf ihren Ruinen eine Pfostenschlitzmauer (2. Befestigung) errichtet, die ebenfalls wenig später in einem Schwelbrand zugrunde ging. Verbindungen zwischen Funden aus dem Umland und solchen von der Ehrenbürg weisen Letzterer einen zentralörtlichen Charakter für das westliche Albvorland und das mittlere Regnitztal zu.
In der Frühlatènezeit  (480–380 v. Chr.) wurde das Hochplateau abermals befestigt. An der Hauptzufahrt ist eine 6,6 m breite und vermutlich ca. 3 m hohe Steinmauer (3. Befestigung) nachgewiesen (ein Nachbau ist vor Ort zu besichtigen). Zu dieser Zeit waren vermutlich die gesamte Fläche der beiden Gipfel (Walberla und Rodenstein) und der dazwischen liegende Sattel vollständig von einer Befestigung umgeben. Der von Schlaifhausen zum westlichen Haupttor im tiefsten Satteleinschnitt heraufführende Weg diente vermutlich schon seit der späten Bronzezeit als Hauptzufahrt zur Befestigung. Mit ca. 36 ha befestigter Fläche gehörte damals die Ehrenbürg zu den größten Anlagen in Süddeutschland, übertroffen nur noch vom Glauberg (ca. 40 ha) in der Wetterau  und der Houbirg bei Happurg (ca. 100 ha). Ob die Befestigungen auf dem südlichen Gipfel, dem Rodenstein, ebenfalls in die frühe Latènezeit gehören, ist unbekannt.
In zahlreichen Arealen vom Gipfel der Ehrenbürg, über den Sattel bis zum Gipfel des Rodensteins wurden durch Ausgrabungen, aber besonders durch Magnetometerprospektion etwa 20.000 Gruben entdeckt, die vermutlich als Speicher- oder Kellergruben dienten. Damit ist eine für diese Zeit extrem dichte Innenbesiedlung der Anlage nachgewiesen. Die Schätzungen der Bewohnerzahl liegen im Bereich mehrerer tausend Menschen – am realistischsten ist eine Zahl von etwa 3000.
Funde aus dem Mittelmeerraum belegen die überregionale Bedeutung dieser Großsiedlung. Neben Fragmenten von Situlen der späten Golasecca-Kultur stechen besonders Scherben eines polychromen Glas-Aryballos – ausgestellt im Archäologiemuseum Oberfranken in der Burg Forchheim – und einer in Ton kopierten Schnabelkanne hervor. Die Ehrenbürg gehört somit durch Größe und Kontakte zusammen mit dem Glauberg in der Wetterau und dem Oppidum Závist am Stadtrand von Prag zu den wichtigsten frühlatènezeitlichen Großsiedlungen im südlichen Mitteleuropa. Zu Anfang des 4. vorchristlichen Jahrhunderts wurde sie wie alle anderen gleichzeitigen Befestigungen Oberfrankens verlassen. Eine Verbindung dieses Befundes mit den historisch belegten Keltenwanderungen in dieser Zeit wird diskutiert.
Aufgrund von alamannischen Funden (4. und 5. Jahrhundert n. Chr.) könnte die Ehrenbürg zu den zahlreichen alemannischen Höhensiedlungen Süddeutschlands gehören. Allerdings fehlen bis jetzt Baubefunde aus dieser Zeit.

### Walberlafest
An jedem ersten Sonntag im Mai findet auf dem Berg das sogenannte Walberlafest, ein Patronatsfest zu Ehren der Heiligen Walburga, statt, das als ältestes Frühlingsfest Deutschlands gilt. Es soll seine Wurzeln in einem alten heidnischen Opferfest zu Ehren Wodans haben. Wallfahrten sind seit dem 9. Jahrhundert bezeugt. Schon 1799 wurden im Geographischen Statistisch-Topographischen Lexikon von Franken 6000 bis 8000 Besucher sowie 200 Schuster, die dort ihre Erzeugnisse anboten, erwähnt. Das Fest gewann schnell an Beliebtheit und so sind für das Jahr 1923 mehr als 70.000 Festbesucher bezeugt. In dem Gedicht Exodus Cantorum – Bambergischer Domchorknaben Sängerfahrt von Victor von Scheffel heißt es dazu:
Ob Forchheim bei Kircherenbach
Woll’n wir zu Berge steigen,
Dort schwingt sich am Walpurgistag
Der Franken Maimarktreigen,
Der ist seit grauer Heidenzeit
Noch allem Landvolk teuer,
Schatzkind, halt Gürtel fest und Kleid,
Wir springen durch die Feuer!

### Klettern
Seit 1991 besteht am Walberla ein Kletterverbot, so dass derzeit nur am Rodenstein geklettert werden darf. Dort besteht ein Neutourenverbot. Es gibt 49 Routen in unterschiedlichen Schwierigkeitsgraden. Die massiven Einschränkungen für den Klettersport führten 1990 zur Gründung der IG Klettern.

### Wandern
Aufgrund des Rundblickes ist das Walberla ein beliebtes touristisches Ziel. Zahlreiche lokale und Fernwanderwege führen auf und über den Berg.

## Sonstiges
- Die Ehrenbürg wurde in der Eisenradierung Die große Kanone von Albrecht Dürer[20] und einer Liedstrophe von Joseph Victor von Scheffel verewigt.
- Das naturwissenschaftlich-technologische Ehrenbürg-Gymnasium Forchheim ist nach dem Berg benannt.
- Die Ehrenbürg ist der Gründungsort der Theatergruppe Kunst und Drama.

## Historische Abbildungen
- Illustrationen aus dem Buch Die Ehrenbürg bei Vorchheim (1822)

"Illustrationen
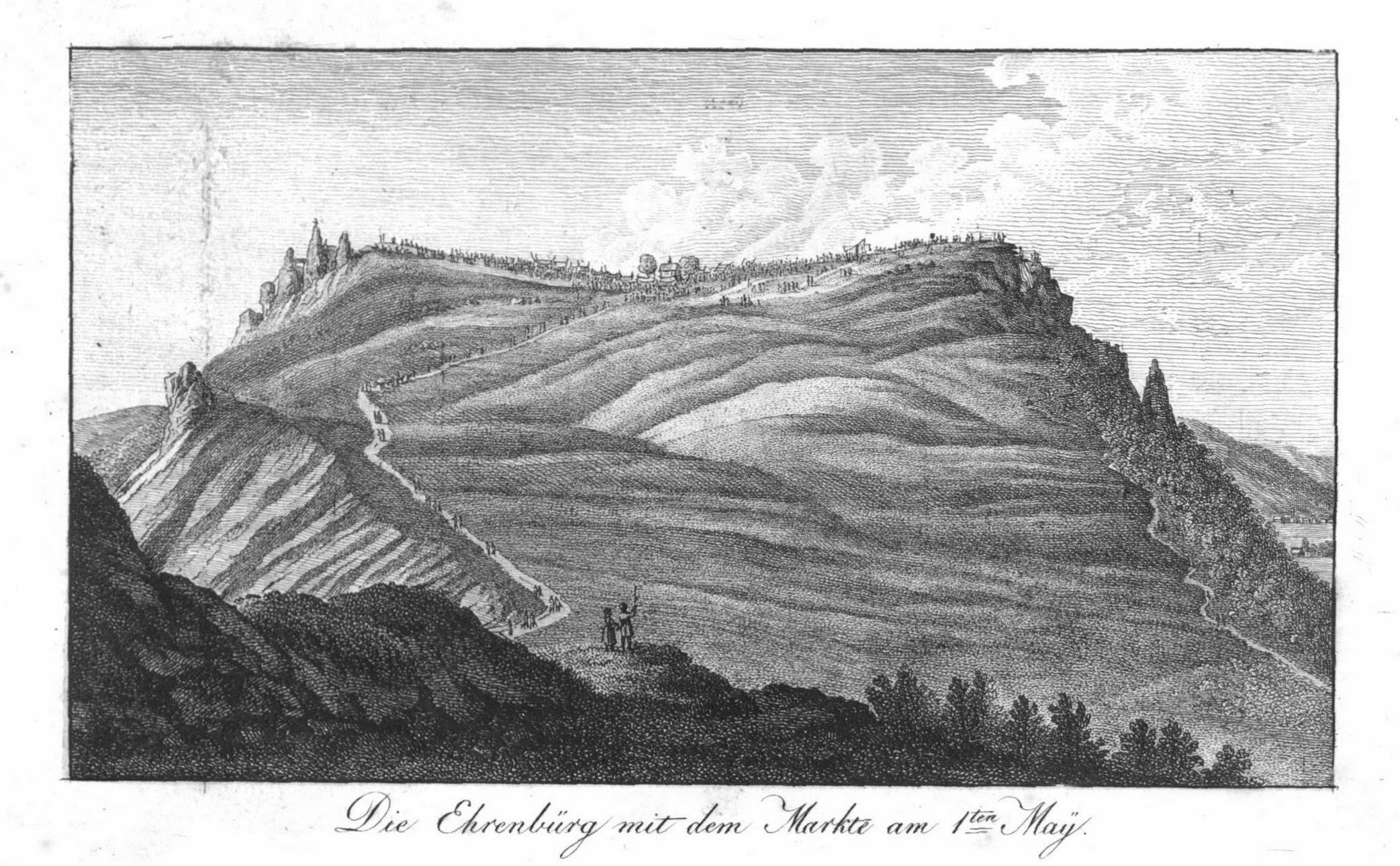
Walberla-Fest
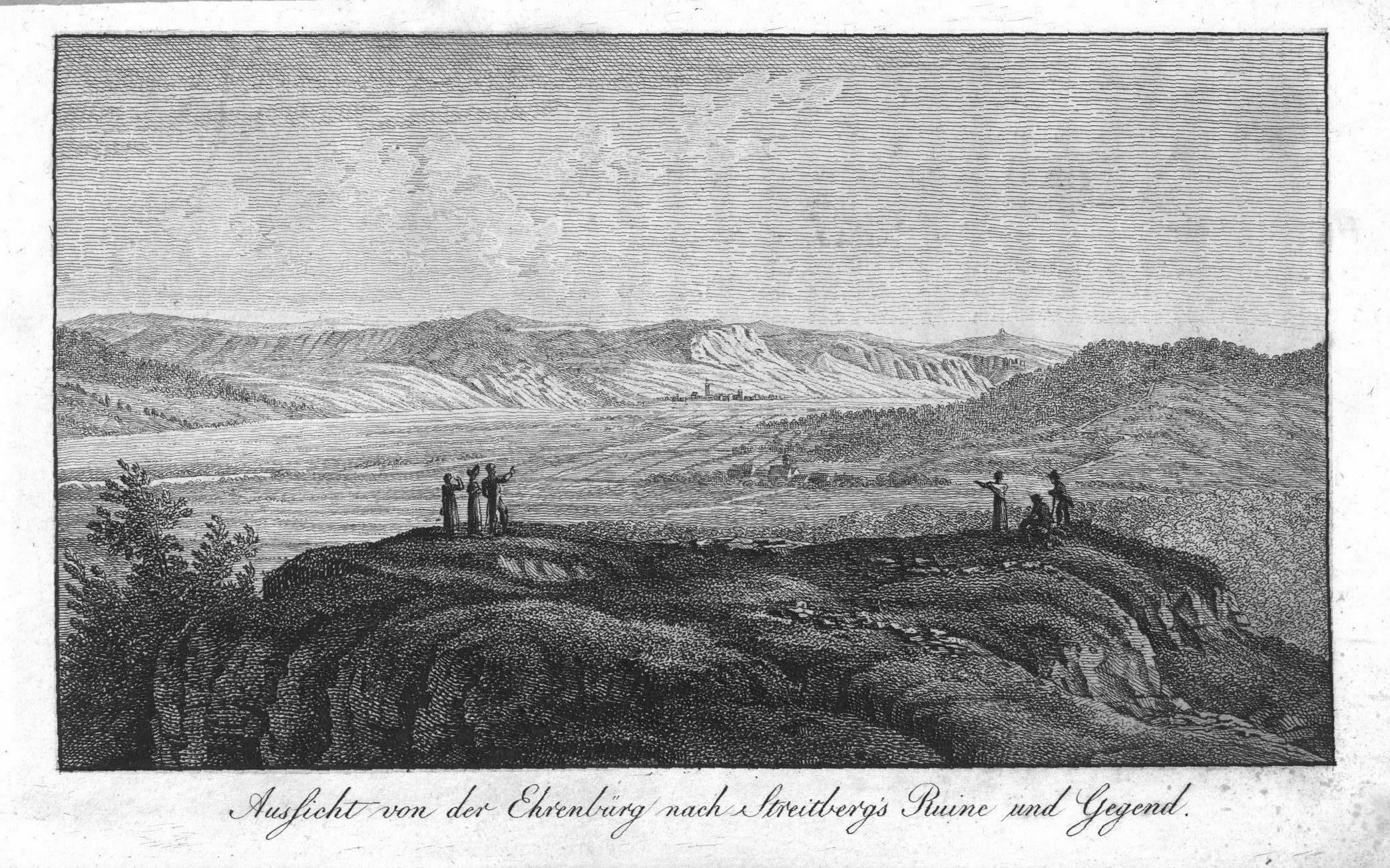
Aussicht von der Ehrenbürg in Richtung Streitberg
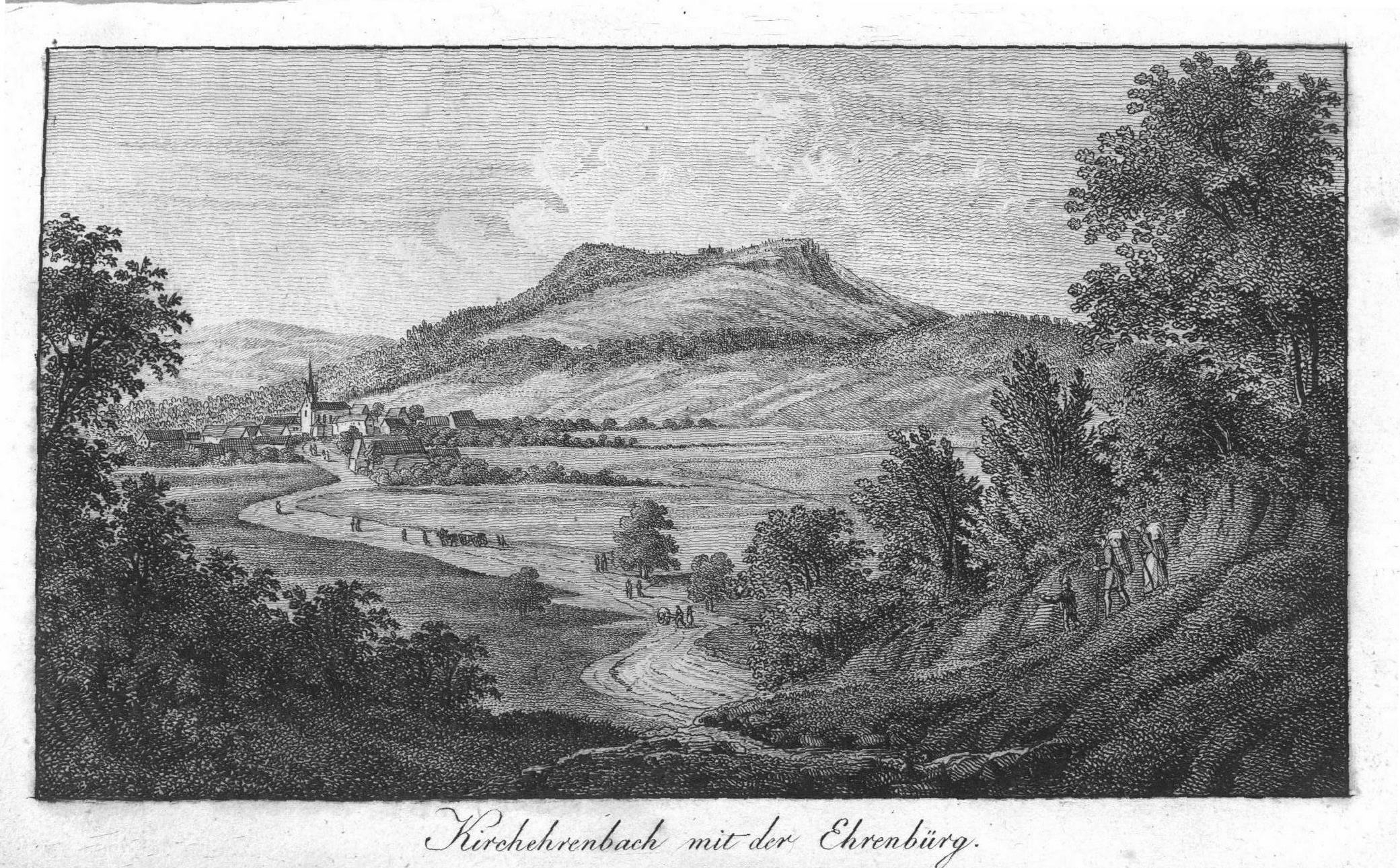
Kirchehrenbach und die Ehrenbürg
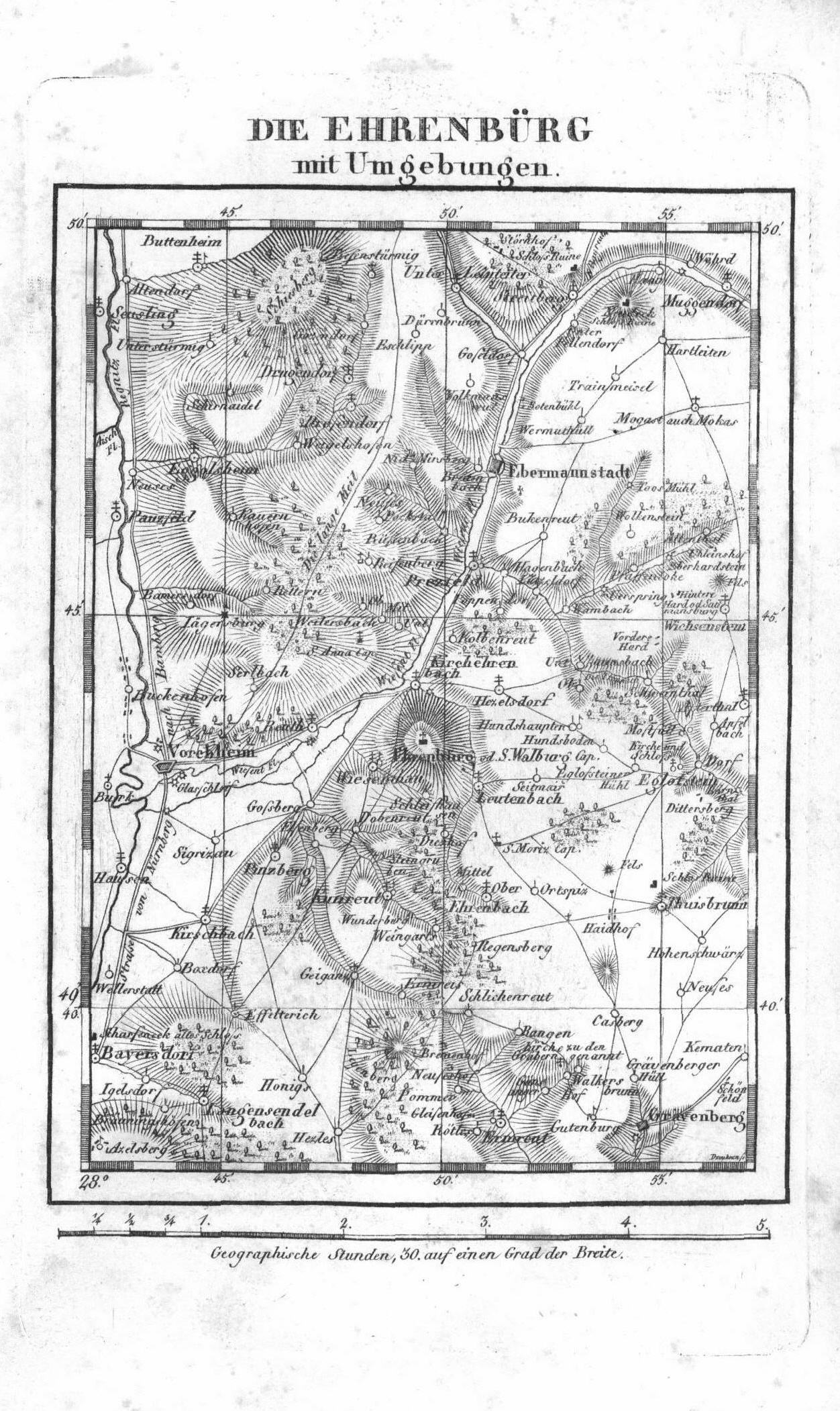
Die Ehrenbürg und Umgebung